# Tom Brands
Thomas Nelson Brands, detto Tom (Omaha, 9 aprile 1968), è un ex lottatore statunitense, specializzato nella lotta libera.

## Palmarès
Olimpiadi
- 1 medaglia:
  - 1 oro (pesi gallo a Atlanta 1996).

Mondiali
- 1 medaglia:
  - 1 oro (pesi gallo a Toronto 1993).

Giochi panamericani
- 1 medaglia:
  - 1 oro (pesi gallo a Mar del Plata 1995).